# Billions
Billions ist eine US-amerikanische Fernsehserie mit Damian Lewis und Paul Giamatti in den Hauptrollen. Die Premiere der Serie erfolgte am 17. Januar 2016 beim Sender Showtime. Zuvor wurde die Folge bereits online veröffentlicht: auf Showtimes eigener Plattform Showtime-on-demand und auf Youtube, dort jedoch in einer zensierten Version. Am 21. Januar 2016 wurde bekannt gegeben, dass sich Sky PLC die Ausstrahlungsrechte an der Serie innerhalb eines neuen Vertrages mit CBS Studios für die Märkte des Vereinigten Königreichs, Irlands, Deutschlands, Österreichs und Italiens gesichert hat. Die deutschsprachige Ausstrahlung ist seit dem 25. April 2016 auf dem Pay-TV-Sender Sky Atlantic zu sehen. Die Serie basiert teilweise auf dem Vorgehen der realen New Yorker Staatsanwälte Eliot Spitzer und Preet Bharara.
Bereits nach Ausstrahlung der zweiten Folge entschied der ausstrahlende Sender Showtime, die Serie um eine zweite Staffel zu verlängern. Anfang März 2017 wurde Billions um eine dritte Staffel verlängert, Ende April 2018 um eine 4. Staffel. Im Mai 2019 wurde die Serie um eine fünfte Staffel verlängert, Im Oktober 2020 wurde eine sechste Staffel bestellt. Im Februar 2022 wurde die Serie von Showtime um eine siebte Staffel verlängert. Anfang 2023 wurde bekannt, dass die siebte zugleich die finale Staffel sein wird. Die letzte Staffel wurde vom 13. August 2023 bis zum 29. Oktober 2023 ausgestrahlt.

## Handlung
Die Serie ist in der New Yorker Finanzwelt an der Wall Street angesiedelt und behandelt u. a. die Ermittlungen des United States Attorney Chuck Rhoades (Giamatti) gegen den erfolgreichen, aber durchaus auch skrupellosen Hedgefonds-Manager Bobby Axelrod (Lewis).

## Besetzung und Synchronisation
Die Serie wurde bei der Cinephon in Berlin vertont. Matthias Müntefering schrieb die Dialogbücher, Reinhard Knapp führte die Dialogregie.
| Rolle                          | Schauspieler       | Staffeln Hauptrolle | Staffeln Nebenrolle | Staffeln Gastrolle | Synchronsprecher  |
| ------------------------------ | ------------------ | ------------------- | ------------------- | ------------------ | ----------------- |
| Charles „Chuck“ Rhoades Jr.    | Paul Giamatti      | 1–7                 |                     |                    | Sven Brieger      |
| Bobby Axelrod                  | Damian Lewis       | 1–5, 7              |                     |                    | Torben Liebrecht  |
| Wendy Rhoades                  | Maggie Siff        | 1–7                 |                     |                    | Antje von der Ahe |
| Mike „Wags“ Wagner             | David Costabile    | 1–7                 |                     |                    | Marcus Off        |
| Kate Sacker                    | Condola Rashād     | 1–7                 |                     |                    | Nadine Zaddam     |
| Charles Rhoades Sr.            | Jeffrey DeMunn     | 3–7                 | 1–2                 |                    | Kaspar Eichel     |
| Taylor Amber Mason             | Asia Kate Dillon   | 3–7                 | 2                   |                    | Runa Aléon        |
| Bill „Dollar“ Stearn           | Kelly AuCoin       | 4–5, 7              | 1–3, 6              |                    | Steven Merting    |
| Michael Thomas Aquinius Prince | Corey Stoll        | 6–7                 | 5                   |                    |                   |
| Scooter Dunbar                 | Daniel Breaker     | 6–7                 | 5                   |                    |                   |
| Bryan Connerty                 | Toby Leonard Moore | 1–4                 |                     | 5, 7               | Peter Lontzek     |
| Lara Axelrod                   | Malin Åkerman      | 1–3                 |                     | 4                  | Ursula Hugo       |
| Daevisha „Dave“ Mahar          | Sakina Jaffrey     | 6–7                 |                     |                    |                   |

## Rezeption
Das Medienmagazin dwdl.de äußerte sich folgendermaßen: „Der Pilot der PayTV-Serie Billions, ein spannender Wall-Street-Thriller u. a. mit Damian Lewis und Paul Giamatti, begeisterte fast alle Besucher, obgleich sie aufgrund der komplexen fortlaufenden Story kaum ein FreeTV-Sender in Deutschland wohl zeigen wollen würde. ‚Ich hätte trotzdem gerne gleich weitere Episoden gesehen‘, sagt RTL-Einkäufer Jörg Graf begeistert über Schauspiel auf höchstem Niveau.“